# Дивљаке
Дивљаке (алб. Divjaka) град је и седиште истоимене општине у округу Фјер на западу Албаније. Према попису из 2011. године има 8.445 становника, односно 34.254 у читавој општини.

## Географија
Налази близу обале Јадранског мора, у равници Мизећа. Површина општине износи 309,58 km2.

## Демографија
Према попису становништва из 2011. године, Дивљаке је већински била насељена Албанцима који чине 84,16% укупног становништва. Цинцари чине другу најбројнију етничку заједницу, са 2,12% који се изјашњавају као Власи, односно Цинцари.